# Publius Cornelius Sulla
Publius Cornelius Sulla (? – Kr. e. 45) római arisztokrata politikus, a patricius származású Cornelia gens tagja, a híres-hírhedt dictator, Lucius Cornelius Sulla Servius nevű fivérétől származó unokaöccse volt.
Nagybátyja dictaturája alatt már felnőtt ember volt, és több birtokot kapott a proskribáltaktól elkonfiskált vagyonból. Kr. e. 66-ban consullá választották a népgyűlésen, de sem ő, sem társa, Publius Autronius Paetus nem lépett hivatalba Kr. e. 65-ben, mert ifjabb Lucius Torquatus zsarolással és lefizetéssel vádolta meg őket, amelyben bűnösnek találtattak. Helyettük az idősebb Torquatus, a vádló apja és Lucius Cotta tölthette be a legőbb magistraturát.
Gyanították, hogy Sulla is részt vett a Catilina-összeesküvésben, de Hortensius és Cicero védőbeszédei hatására felmentették. Állítólag a neves szónok később tőle kért kölcsönt, hogy házat vásárolhasson a Palatinuson, majd később pedig vitába keveredett vele, mivel Clodius oldalán szervezkedett ellene száműzetése idején.
A kitörő polgárháborúban Caesar pártjára állt, és annak legatusaként szolgált Hellaszban Pompeius ellen. A Kr. e. 48-as pharszaloszi csata során a jobb szárny parancsnoka volt Caesar mellett. Kr. e. 47-ben a fővezér azzal bízta meg, hogy Itáliából szállíttassa át az africai pompeianusok elleni háborúra kijelölt legiókat Szicíliába. A XII. legio azonban kőzáporral fogadta, követelve a görög földön nekik ígért zsákmányt.
Amikor a háború véget ért, hazatérve nagyon alacsony áron felvásárolta számos pompeianus elkobzott birtokát, amiért közutálatnak tette ki magát. Kr. e. 45-ben egy utazás során halt meg, tisztázatlan körülmények között.
1. ↑  Der neue Pauly (német nyelven). The New Pauly . J.B. Metzler